# Абенское болото
Абенское болото — болото в Горноуральском городском округе Свердловской области, Россия.

## Географическое положение
Абенское болото расположено в муниципальном образовании «Горноуральский городской округ» Свердловской области, между рекой Салда и Нейва, в истоках реки Аба, Мартыниха (правые притоки реки Салда) и реки Скороховиха (правый приток реки Вилюй, бассейн реки Нейва), в 10 километрах к северо-востоку от посёлка Новоасбест. Болото площадью 17 км². В центральной части болото непроходимо с глубиной свыше 2,0 метра.